# Bernardia chiapensis
Bernardia chiapensis är en törelväxtart som beskrevs av Cyrus Longworth Lundell. Bernardia chiapensis ingår i släktet Bernardia och familjen törelväxter. Inga underarter finns listade i Catalogue of Life.